# Tre di West Memphis

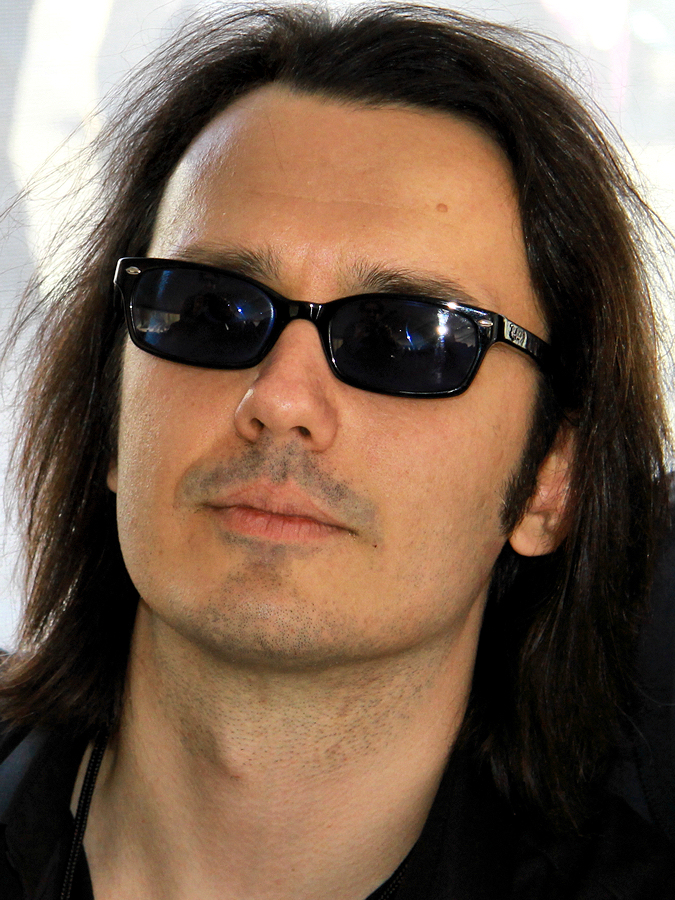
Damien Echols, uno dei "tre di West Memphis"

I tre di West Memphis sono Damien Echols, Jessie Misskelley Jr. e Jason Baldwin, tre uomini che nel 1994, ancora adolescenti, furono accusati dell'omicidio di tre bambini nella cittadina di West Memphis, in Arkansas (Stati Uniti). Al termine di un processo che attirò l'attenzione dei media, Echols, che all'epoca dei fatti era l'unico maggiorenne, fu condannato alla pena di morte, mentre Baldwin e Misskelley Jr., aventi rispettivamente 16 e 17 anni, furono condannati entrambi all'ergastolo. Nel 2011 furono scarcerati grazie ad un Alford Plea.

## Storia

### Il delitto
Alle ore 20.00 del 5 maggio 1993 John Byers, padre adottivo di Christopher Byers, denunciò ufficialmente alla polizia di West Memphis la scomparsa del figlio (anche se i genitori delle vittime stavano già cercando i ragazzi da diverse ore), di Steve Branch e di Michael Moore, tutti e tre di otto anni, visti per l'ultima volta due ore prima, all'uscita dalla scuola elementare che frequentavano, e di nuovo poi verso le sei del pomeriggio dalla madre di Michael Moore.
I corpi senza vita dei tre bambini vennero ritrovati il pomeriggio seguente, nel torrente di un campo denominato Robin Hood Park, nudi, legati coi lacci delle loro scarpe e selvaggiamente picchiati. Due dei tre erano morti annegati, mentre Byers recava gravi segni di accoltellamento, oltre ad avere subito una castrazione.

### Le indagini
La polizia rimosse i corpi, ma non mise subito in sicurezza la scena del crimine, probabilmente perché non abituata a gestire omicidi di simile portata, lasciando così che potenziali indizi venissero dispersi o accidentalmente distrutti; solo dopo otto giorni, infatti, la polizia scientifica dello Stato si recò sul posto per delimitare e studiare la scena. Il giorno dopo il ritrovamento dei corpi, il tenente James Sudbury della polizia di West Memphis contattò Steve Jones, un funzionario dei minorenni della Contea di Crittenden, in Arkansas. Durante la loro conversazione, Sudbury e Jones espressero la comune convinzione che gli omicidi avessero le caratteristiche di un sacrificio di culto; venne quindi fuori il nome di Damien Echols, un ragazzo problematico di West Memphis, probabilmente coinvolto in attività di culto e giudicato capace di commettere un tale crimine.
Sudbury e Jones andarono allora a casa di Echols ed ebbero con lui un primo colloquio informale che ripeterono, questa volta ufficialmente, due giorni più tardi e durante il quale lo stesso Echols si disse convinto che uno dei bambini fosse stato castrato. La polizia si concentrò immediatamente su Echols, convinta che quest'informazione non fosse mai stata ufficialmente divulgata e dunque potesse essere conosciuta solo dagli assassini; in realtà, si scoprì che il macabro dettaglio era noto a tutta la comunità di West Memphis, ma ciò non impedì comunque all'accusa di utilizzare questa dichiarazione come indizio a carico di Echols. Nel frattempo, una ragazza di nome Vicki Hutcheson dichiarò alla polizia di West Memphis che due settimane dopo gli omicidi era andata con Echols e con l'amico Jessie Misskelley Jr. – che in diverse occasioni aveva fatto da babysitter al figlio della Hutcheson – a un rituale neopagano con la Ford Fiesta rossa di Echols.
Anche se Echols non aveva la patente e non possedeva una Ford Fiesta (e la Hutcheson non fu in grado di identificare alcuno dei presenti al rituale o anche trovarne la posizione), la testimonianza della Hutcheson fu utilizzata durante il processo per confermare il coinvolgimento di Damien e Jessie nei riti satanici; dopo il processo, Vicki ammise di aver inventato tutto nella speranza di intascare una ricompensa. La polizia si convinse ancor più del coinvolgimento dei due ragazzi quando un tal William Jones disse loro che Damien, in stato di ebbrezza, si era vantato con lui di aver ucciso i tre bambini; tuttavia, anche Jones ritrattò in seguito la propria dichiarazione.

### La confessione di Misskelley Jr.
Le dichiarazioni di Hutcheson e Jones spinsero dunque la polizia a interrogare Jessie Misskelley il 3 giugno 1993; nel corso dell'interrogatorio, che durò dodici ore senza la presenza di un legale, Jessie – che aveva un quoziente intellettivo di 72, di poco superiore al limite legale – ammise di aver preso parte agli omicidi dei tre bambini assieme a Jason Baldwin e Damien Echols; disse che Baldwin gli aveva telefonato molto presto la mattina del 5 maggio, chiedendogli di accompagnare lui e Echols alle Robin Hood Hills, dove, alle nove circa, avevano adescato i tre bambini in bicicletta e commesso i crimini. Jessie dichiarò che Baldwin aveva usato un coltello per sfregiare i ragazzi e castrare Christopher Byers, mentre Echols aveva usato un grosso bastone per colpire uno dei ragazzi e strangolarne un altro. Sostenne inoltre che, dopo il suo arrivo a casa, Baldwin l'aveva chiamato al telefono dicendogli: "Ce l'abbiamo fatta!".
Alla domanda se avesse mai fatto parte di una setta, Misskelley rispose che per circa tre mesi aveva partecipato a incontri notturni nei boschi, durante i quali si facevano orge e riti di iniziazione che comprendevano uccidere e mangiare i cani. Dichiarò inoltre che, in uno di questi incontri, vide una fotografia che Echols aveva fatto ai tre bambini morti. Quando gli venne chiesto di descrivere ciò che Baldwin e Echols indossavano al momento degli omicidi, Misskelley disse che Jason indossava jeans blu, stivali neri e una T-shirt con un teschio e il nome della band Metallica, mentre Echols indossava pantaloni neri, stivali neri e una T-shirt. Nel corso della confessione, Misskelley cambiò diverse volte l'ora degli omicidi, affermando dapprima che si erano verificati tra le 09:00 e le 12:00, perché i tre bambini avevano saltato la scuola.
In un secondo momento Jessie disse che lui, Baldwin e Echols erano arrivati nella zona di Robin Hood Hills tra le 17:00 e le 18:00, ma, dopo aver chiesto qualcosa a uno dei funzionari che lo interrogavano, “ammise” che i ragazzi erano arrivati alle 18:00 e le vittime erano arrivate quando era quasi buio. Aggiunse che Steve Branch e Christopher Byers erano stati legati con una corda marrone e stuprati. Successivamente il dottor Richard Ofshe – psicologo esperto di confessioni false o estorte e vincitore di un Premio Pulitzer – dopo aver letto e ascoltato il nastro degli interrogatori di Jessie Misskelley, si disse sicuro che la sua confessione fosse stata forzata. Le ragioni a sostegno di tale conclusione furono:
1. Jessie dichiarò che le vittime e Jason Baldwin non erano a scuola quando in realtà fu provato che lo erano;
2. Jessie dichiarò che le vittime erano state legate con la corda, mentre in realtà erano state legate con le stringhe delle loro scarpe;
3. Jessie dichiarò che un bambino era stato soffocato con un bastone mentre il patologo aveva accertato che non vi erano prove di strangolamento;
4. Jessie dichiarò che i ragazzi erano stati violentati mentre in realtà il medico legale non aveva trovato alcuna prova al riguardo;
5. Jessie dichiarò che gli omicidi erano avvenuti sul luogo dove furono trovati i corpi, quando in realtà il medico legale aveva affermato che sulla scena del crimine non era stato rinvenuto sangue.

Da ultimo, venne fuori che la polizia aveva detto a Misskelley che non aveva superato il test del poligrafo, quand'invece era vero il contrario.

### La reazione dell'opinione pubblica
Il verdetto scatenò l'immediata reazione dell'opinione pubblica, che giudicava le accuse inconsistenti poiché fondate unicamente su ipotesi, testimonianze poi ritrattate e, soprattutto, sulla cattiva reputazione dei tre incolpati, rei di avere atteggiamenti equivoci, abbigliamenti e tagli di capelli strani, di provenire tutti e tre da famiglie povere, non avere un'occupazione stabile né una frequenza scolastica regolare (Echols, pur avendo un quoziente intellettivo elevato, non aveva terminato le superiori ed era un padre single, mentre i suoi due presunti complici avevano un livello intellettivo inferiore alla media) e di essere appassionati di musica heavy metal, elementi ritenuti determinanti per i canoni di una cittadina conservatrice come West Memphis, tanto che fu facile reputare i tre coinvolti in attività legate al satanismo. Mentre si susseguivano appelli e ricorsi – tutti rigettati – due registi newyorkesi, Joe Berlinger e Bruce Sinofsky, realizzarono due documentari prodotti da HBO: Paradise Lost: The Child Murders at Robin Hood Hills del 1996 e Paradise Lost 2: Revelations del 2000, a seguito dei quali nacquero anche un movimento e un sito web, totalmente spontaneo, destinato alla raccolta di fondi per le spese legali.
Il primo Paradise Lost fu visto, tra i tanti, anche da Lorri Davies, una donna di Brooklyn di professione architetto paesaggista, che, convinta dell'innocenza dei tre ragazzi, contattò Echols, iniziando con lui un rapporto epistolare sfociato, nel 1999, nel matrimonio in carcere, celebrato con rito buddista, religione alla quale Echols si era convertito durante la detenzione; parallelamente la Davies cercò di amplificare il caso, sensibilizzando ancor di più l'opinione pubblica e ricevendo, poco alla volta, il supporto di numerose celebrità, tra le quali Winona Ryder, Eddie Vedder, leader dei Pearl Jam, Henry Rollins, Marilyn Manson, Peter Jackson e, soprattutto, Johnny Depp, che di Echols è poi diventato amico, al punto da farsi tatuare sul braccio lo stesso simbolo.

### La riapertura del caso e la scarcerazione
Questa mobilitazione consentì di approfondire il caso e di raccogliere nuove decisive prove, grazie alle quali, nel luglio del 2007, gli avvocati difensori di Echols depositarono un memoriale per evidenziare che, in base agli esami del DNA, il materiale genetico recuperato sulla scena del crimine non era attribuibile ai tre accusati; il successivo 29 ottobre fu quindi depositata la richiesta di habeas corpus, che delineava le nuove prove.
Nel 2010 la Suprema Corte dell'Arkansas – che aveva nel frattempo avocato a sé il caso – ha ammesso le nuove prove, soprattutto quelle del DNA, giudicandole decisive per la riapertura del processo, nel corso del quale i tre di West Memphis, grazie all'intuito dell'avvocato Stephen Braga – uno dei legali di Echols –, hanno concluso un accordo con i pubblici ministeri (il cosiddetto Alford Plea), in base al quale, pur professando la loro innocenza, hanno riconosciuto che le accuse a loro carico erano fondate e si sono dunque dichiarati colpevoli, rinunciando così alla possibilità di fare causa allo Stato per gli anni ingiustamente trascorsi in prigione.
L'accordo, concluso il 19 agosto 2011, è stato accettato dal Giudice Laser che ha condannato i tre ai 18 anni e 78 giorni di reclusione da loro già scontati, disponendone l'immediata liberazione. Anche l'accordo (al pari dell'intera vicenda) è stato giudicato scandaloso (celebre, in questo senso, il commento di Peter Jackson sul suo profilo Facebook), perché ha imposto ad Echols, Baldwin e Misskelley di dichiararsi colpevoli di un crimine che non avrebbero mai commesso.

### Il documentario e il mistero sul vero assassino
Nel gennaio 2012 venne presentato al Sundance Film Festival il documentario West of Memphis, prodotto da Peter Jackson e Fran Walsh e diretto da Amy Berg. Nel film è stata presentata una dichiarazione da parte dei tre testimoni che, per la prima volta, appoggiano con sicurezza le accuse verso un uomo di nome Terry Hobbs. Hobbs era il patrigno di una delle tre vittime, Stevie Branch, ed è stato a lungo collegato al caso (inchiodato da presunte prove del DNA). Addirittura è emerso che la sua ex moglie (e madre di una delle vittime) chiede la riapertura del caso da anni. Non si hanno notizie sulle intenzioni dello stato dell'Arkansas, che forse alla luce delle nuove testimonianze si deciderà a cercare il vero colpevole.
Resta il problema sopracitato che i tre di West Memphis sono stati liberati attraverso un cavillo legale. Cavillo che, tuttavia, li definisce agli occhi della legge colpevoli, evidentemente per impedir loro di far causa allo Stato. Il comunicato stampa, inoltre, spiega che i tre nuovi testimoni hanno depositato sotto giuramento le loro testimonianze dopo aver visto uno speciale della CBS, nel quale il procuratore Stephen Braga sosteneva che "prima o poi emergerà qualcosa che farà in modo di chiarire cosa realmente sia successo". Uno dei tre testimoni del documentario è Michael Hobbs Jr., il nipote dell'accusato, che spiega che "si tratta di un segreto di famiglia, un segreto rimasto tale fino ad oggi".

## Influenza sui media
- Nel 2013 è stato realizzato il film Devil's Knot - Fino a prova contraria, diretto da Atom Egoyan, che ripercorre la vicenda dei tre di West Memphis.
- Il terzo episodio della prima stagione di The Midnight Gospel non è altro che un'intervista a Echols in cui si parla di magia e culti magici.
- Rise Above: 24 Black Flag Songs to Benefit the West Memphis Three è un album per la raccolta di fondi per i tre di Memphis, uscito nel 2002. Agli strumenti la Rollins Band mentre alla voce hanno partecipato cantanti del calibro di Iggy Pop, Ice-T, Henry Rollins, Tom Araya, Lemmy Kilmister e altri.
- Nel 2005 la Marvel Comics pubblica, da aprile ad agosto, la miniserie in sei parti Daredevil: Redemption scritta da David Hine e disegnata da Michael Gaydos; pubblicata in Italia come Devil: Redenzione, la storia vede il protagonista, il vigilante e avvocato cieco Matt Murdock, difendere un adolescente accusato con altri due coetanei di aver ucciso un bambino in un paesino nel sud degli Stati Uniti; molte caratteristiche dell'omicidio, della vittima e degli imputati ricalcano il caso di West Memphis, e la prefazione dell'edizione italiana spiega che la trama è ispirata ad una storia vera.
- La storia è ripresa nella quarta stagione di Stranger Things[16], in cui uno dei personaggi, Eddie Munson, master di un club di Dungeons & Dragons viene accusato di essere un serial killer[17]